# Luís Pissarra
Luís Pissarra (ur. 5 października 1975 w Lizbonie) – portugalski rugbysta grający na pozycji łącznika młyna, reprezentant kraju, uczestnik Pucharu Świata w 2007 roku.
Podczas kariery sportowej związany był z klubami Rugby Club Lisboa i AEIS Agronomia, z którymi występował również w europejskich pucharach.
W reprezentacji Portugalii w latach 1996–2007 rozegrał łącznie 73 spotkań nie zdobywając punktów. W 2007 roku został powołany na Puchar Świata, na którym wystąpił we wszystkich czterech meczach swojej drużyny.
Trzykrotnie wystąpił również w barwach Barbarian F.C., a także w meczu upamiętniającym siedemdziesięciopięciolecie powstania FIRA.
Z wykształcenia był weterynarzem.